# DSA-330
La DSA-330 es una carretera perteneciente a la Red Primaria de la Diputación Provincial de Salamanca que une las carreteras  N-620  y  SA-213 .

## Origen y destino
La carretera  DSA-330  tiene su origen en La Fuente de San Esteban en la intersección con la carretera  N-620  y termina en la intersección con la carretera  SA-213  en Aldehuela de Yeltes formando parte de la Red de carreteras de Salamanca.